# Cryptocephalus castaneus
Cryptocephalus castaneus är en skalbaggsart som beskrevs av J. L. Leconte 1880. Cryptocephalus castaneus ingår i släktet Cryptocephalus och familjen bladbaggar. Inga underarter finns listade i Catalogue of Life.